# S-Oil
S-Oil anciennement SsangYong Refinery, est une entreprise sud-coréenne de pétrochimie. Elle est créée en 1976. 